# Tân Liễu
Tân Liễu is een xã in huyện Yên Dũng, een district in de Vietnamese provincie Bắc Giang.
Tân Liễu ligt op de zuidelijke oever (rechter oever) van de Thương.